# Syllegomydas maroccanus
Syllegomydas maroccanus är en tvåvingeart som beskrevs av Seguy 1928. Syllegomydas maroccanus ingår i släktet Syllegomydas och familjen Mydidae.
Artens utbredningsområde är Marocko. Inga underarter finns listade i Catalogue of Life.